# Viktor Nagy
Viktor Nagy (Budapeste, 24 de julho de 1984) é um jogador de polo aquático húngaro.

## Carreira
Nagy integrou o elenco da Seleção Húngara de Polo Aquático em duas edições de Jogos Olímpicos, ficando em quinto lugar tanto em Londres 2012 quanto no Rio 2016.